# Appenzell Exterior
Appenzell Exterior (alemão: Appenzell-Ausserrhoden) é um semicantão da Suíça. Junto com o semicantão de Appenzell Interior forma o cantão histórico de Appenzell. Essa divisão aconteceu em 1597 por motivos religiosos: o cantão de Appenzell Exterior tem maioria protestante, enquanto o Appenzell Interior tem maioria católica. O alemão é a língua falada neste cantão. 
Assim como outros 10 cantões, este não tem distritos, mas está dividido directamente em comunas